# Рисс-Пассер, Сюзанна
Сюзанна Рисс-Пассер (нем. Susanne Riess-Passer; род. 3 января 1961, Браунау-ам-Инн) — австрийский политический деятель, член Австрийской партии свободы, в 2000—2004 годах председатель партии. Имеет юридическое образование, окончила Инсбрукский университет имени Леопольда и Франца в 1984 году. В 1987 году начала работать в пресс-отделе АПС, в 1988-1992 годах занимала должность пресс-секретаря партии. В 1991 году избрана от АПС в Федеральный совет Австрии. В феврале 2000 по февраль 2003 года была вице-канцлером Австрийской республики, в тот же период занимала должность министра спорта и госуслуг в правительстве. В 2000-2002 годах занимала пост председателя АПС. В 2004 году, после ухода из политики, стала директором Wüstenrot-Gruppe.